# Nicotine Caffeine
Nicotine Caffeine (花諷院 和仲, Kafūin Nikochin) es un personaje de la saga de videojuegos Samurai Shodown. Al igual que Neinhalt Sieger, surgido de la alineación de caracteres jugables después de su introducción, y solo se limita, en su mayoría, a cameos o apariciones de fondo en las historias finales. Fue agregado como el personaje ideal para los jugadores más difíciles. Su apariencia es similar al personaje de Dakuan.

## Historia
Es el sumo sacerdote de Koka-in (un juego de palabras con "Cocaine"), en un templo en las montañas de Hida y maestro de la espada antigua que enseñó Haohmaru y Genjuro Kibagami. En su mejor momento exorcizo a muchos demonios y de ahí encontró a Mizuki Rashojin, treinta años antes de que comenzara el segundo juego. Dejó su templo, con el fin de salvar a sus discípulos de Mizuki y colocar un sello sólido sobre ella. En su final del juego, él tiene éxito al colocar el sello, pero accidentalmente la suelta de nuevo. Él vuelve a casa después de derrotarla y sigue ofreciendo el sabio asesoramiento a Haohmaru en sus visitas. El Hijo de Shiki, Mikoto, crece en su templo.

## Personalidad
A pesar de ser un anciano sabio, Nicotine se toma la vida a la ligera. Él tiene un corazón enorme y se ve a menudo sonriendo, incluso cuando la lucha.

## Poderes
- Invocación mágica - Usando sus tarjetas o-Fuda, Nicotine puede convocar a una gran variedad de criaturas místicas.
  - Invocación Shikigami: Halcón Eléctrico - Se puede colocar una tarjeta o-Fuda para convocar a un hálcon shikigami enteramente compuesto de electricidad.
  - Invocación Shikigami: Bestia de Fuego - Se puede colocar una tarjeta o-Fuda para convocar a un shikigami bestial enteramente compuesto de fuego.
  - Invocación Doppelganger - Se puede colocar una tarjeta o-Fuda para convocar a un doppelganger de sí mismo.
  - Deva King Invocar - Se puede colocar una tarjeta o-Fuda para convocar a un gigante de Deva King, (por lo general sus estatuas protegen las entradas a los templos budistas), también se compone de fuego.
- Confunden el movimiento - Nicotine puede revertir los movimientos del controlador de sus enemigos durante un tiempo.
- Pump Up - Nicotine puede volver a una apariencia más juvenil de manera temporal, dándole más músculos, la fuerza física, y una espada.
- Sellos - La experiencia de Nicotine en la brujería le permite realizar varios sellos y barreras en los demonios.
- Los ataques múltiples - Nicotine puede atacar de forma extraordinariamente veloz con su vara mágica.
- Aliento de Veneno - Nicotine puede soplar una pequeña nube venenosa.

## Estilo de Pelea
Él lucha con un bastón de madera y tarjetas mágicas de sellado. Con estas tarjetas, puede enviar proyectiles desde un ángulo alto o bajo, confundiendo a los jugadores en qué posición se debe bloquear. El personaje también posee un movimiento que puede revertir los movimientos del controlador durante un tiempo. Debido a su pequeña estatura, su rango de ataque es corto, aunque en gran medida efectiva una vez que el oponente está dentro del rango.

## Música
- Mayoi Kiri (Niebla desconcertante) - Samurai Shodown II
- Daimen's Nite Groove (Hot Sake Mix) - Samurai Remix VA (compartida con Genjuro)

## Actores de Voz
- Monster Maezuka - Samurai Shodown II, Shinsetsu Samurai Spirits: Bushidou Retsuden
- Naoki Yanagi - Samurai Shodown VI

## Apariciones en el Juego
- Samurai Shodown II
- Shinsetsu Samurai Spirits: Bushidou Retsuden - NPC; invitado especial
- Samurai Shodown VI

### Apariciones en Móvil
- Days of Memories (Tercer título) - cameo en texto; en la historia de Mikoto

### Cameos
- Samurai Shodown IV - en el final de Gaira
- Samurai Shodown! - al fondo de la arena en el bosque de bambú junto a Gaira y Basara
- Samurai Shodown V - en el final de Gaira
- Neo Geo Battle Coliseum - durante el Super de Akari
- Samurai Shodown 64: Warriors Rage - en el final de Shiki